# Hệ thống thiết bị đo đạc vô tuyến ngoại vi

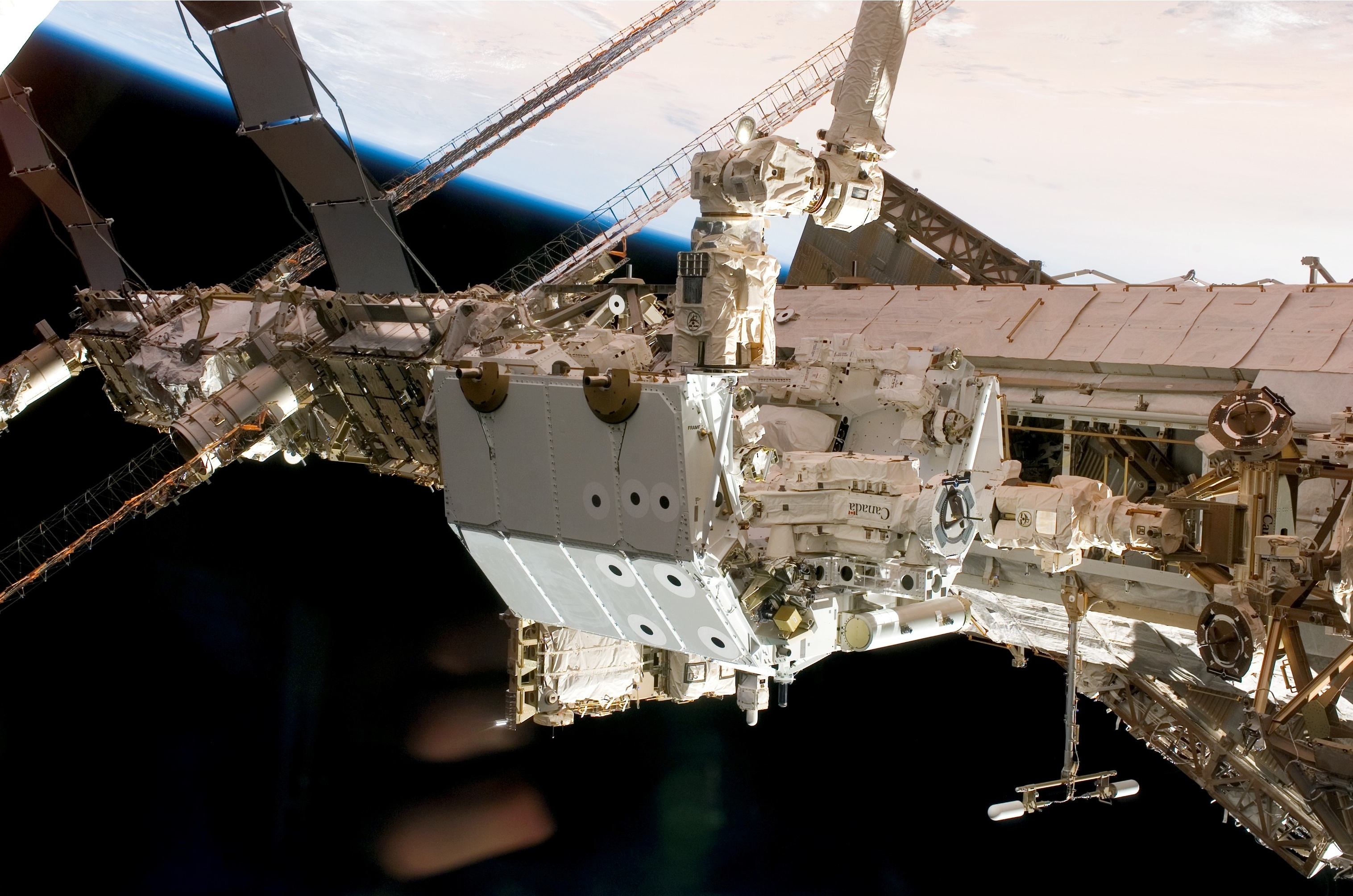
Cấu trúc giàn tích hợp trên trạm ISS

Hệ thống này (tiếng Anh là External Wireless Instrumentation System – EWIS) gồm các gia tốc kế đặt trên các bộ phận giàn bên ngoài của cấu trúc giàn tích hợp của trạm không gian quốc tế. Hệ thống này giúp đo đạc các dao động trên hệ thống giàn của trạm.

## Chức năng
Sự dao động đo được bởi các gia tốc kế sẽ được so sánh với mô hình chịu tải, nhờ đó các kỹ sư có thể cải tiến lại các mô hình này để dự đoán chính xác hơn độ bền của cấu trúc giàn. Các kỹ sư của NASA và Boeing sử dụng mô hình đã cải tiến kết hợp với các phép đo đạc này nhằm tìm cách kéo dài tuổi thọ của hệ thống giàn vốn được dự kiến là khoảng 15 năm. Hệ thống này cũng giúp các kỹ sư hiểu rõ hơn phản ứng của hệ thống giàn trên quỹ đạo. Các kỹ sư NASA và Boeing hy vọng hệ thống này giúp loại bỏ được những sự chủ quan và không chắc chắn trong các mô hình của họ. Hệ thống này cũng có thể giúp họ có thể hiểu biết rõ hơn về tải trọng có thể tác dụng lên các tàu du hành vũ trụ có kết cấu lớn trong tương lai.

## Cấu tạo
Hệ thống này được lắp đặt trên các giàn P4, P5, S4, S6 có tác dụng đo gia tốc trên trạm theo các phương x, y và z. Trạm ISS có 33 gia tốc kế có nối dây được lắp đặt trên các phần giàn phía trong: 13 cái trên S0, 4 trên S1, 6 trên P1, năm cái trên S3 và năm cái trên P3. Dữ liệu từ các gia tốc kế này được truyền qua hệ thống điều khiển và xử lý dữ liệu của trạm, ở đó nó được chuyển tiếp về mặt đất để các kỹ sư phân tích. Hệ thống vô tuyến được sử dụng bởi việc đưa dây ra phần giàn bên ngoài thông qua khớp xoay Solar Alpha là rất khó khăn. Hệ thống này sử dụng hệ thống radio băng tần rộng truyền đi ở 900 MHz, tương tự như điện thoại không dây trước đây. Một cảm biến gọi là Remote Sensor Unit (RSU) đặt trên giàn P4, được cung cấp năng lượng từ trạm, chứa bộ nhớ cho các phép đo, điều khiển bằng máy tính cũng như máy phát radio. Khi được yêu cầu, nó sẽ truyền dữ liệu về một đơn vị điều khiển mạng (Network Control Unit – NCU) được đặt bên trong 2 giá hàng không của phòng thí nghiệm Destiny. Ngoài ra còn có 2 ăngten được lắp đặt vào đầu hình nón đằng sau ở phía dưới của Destiny.